# Los guardianes de la libertad

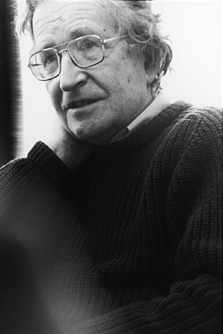
Noam Chomsky.

Los guardianes de la libertad es un libro de los escritores estadounidenses Noam Chomsky y Edward S. Herman, publicado por primera vez en 1988 en inglés y en 1990 en español. Su título original es Manufacturing Consent: The Political Economy of the Mass Media y hace referencia a la expresión «fabricación del consentimiento», que acuñó el periodista Walter Lippmann. Es con ese título con el que se realizó una película sobre el mismo tema en 1992.
Los autores introducen en esta obra el modelo de propaganda de los medios de comunicación. Según este modelo, la mayor parte de los medios de comunicación de masas solo transmiten las opiniones de las élites económicas o de los gobiernos. Los autores aplican su modelo solo a los medios de comunicación estadounidenses y lo sustancian con numerosos estudios sobre la cobertura de acontecimientos políticos en Centroamérica, Europa Oriental, Timor Oriental y el Sudeste Asiático.
La validez del modelo obedecería a que los medios están sometidos a cinco «filtros»:
1. La mayor parte de los medios de comunicación están en manos de grandes corporaciones; o sea, pertenecen de hecho a las élites económicas.
2. Los medios dependen de la publicidad de las élites económicas para su subsistencia.
3. Los medios deben producir un flujo permanente de nuevas noticias. Los principales proveedores de noticias son los departamentos de prensa de los gobiernos o de las grandes corporaciones.
4. Los grupos de influencia pueden organizar respuestas sistemáticas ante cualquier desviación sobre las opiniones que sustentan.
5. Anticomunismo: las opiniones de izquierda son consideradas como «antipatrióticas».